# Lista de deputados estaduais do Pará da 15.ª legislatura
Essa é uma lista de deputados estaduais do Pará eleitos para o período 2003-2007.

## Composição das bancadas
| Partido | Líder             | Bancada | Posição      |
| ------- | ----------------- | ------- | ------------ |
| PMDB    | Helder Barbalho   | 8 / 41  | Oposição     |
| PSDB    | Mário Couto       | 7 / 41  | Governo      |
| PT      | Valdir Ganzer     | 5 / 41  | Oposição     |
| PL      | José Megale Filho | 5 / 41  | Independente |
| PTB     | Faisal Hussain    | 4 / 41  | Governo      |
| PPB     | Cipriano Sabino   | 2 / 41  | Governo      |
| PDT     | Luis Cunha        | 2 / 41  | Independente |
| PSD     | Eulina Rabelo     | 2 / 41  | Governo      |
| PST     | Suzana Lobão      | 2 / 41  | Governo      |
| PSB     | Pio Netto         | 2 / 41  | Independente |
| PCdoB   | Sandra Barista    | 1 / 41  | Oposição     |
| PPS     | Denimar Rodrigues | 1 / 41  | Independente |

## Deputados estaduais
| Número | Deputados estaduais eleitos    | Partido | Votação | Percentual | Cidade onde nasceu | Unidade federativa |
| 15555  | Helder Barbalho                | PMDB    | 68.474  | 2,58%      | Belém              | Pará               |
| 45112  | Mário Couto                    | PSDB    | 56.587  | 2,13%      | Salvaterra         | Pará               |
| 45110  | Martinho Carmona               | PSDB    | 36.894  | 1,39%      | Belém              | Pará               |
| 13131  | Araceli Lemos                  | PT      | 36.825  | 1,39%      | Inhangapi          | Pará               |
| 15130  | Dra. Ana Cunha                 | PMDB    | 35.449  | 1,34%      | Barcarena          | Pará               |
| 45678  | André Teixeira Dias            | PSDB    | 33.601  | 1,27%      | Belém              | Pará               |
| 22120  | Luiz Afonso de Proença Sefer   | PL      | 32.546  | 1,23%      | Belém              | Pará               |
| 22141  | Zé Carlos Antunes              | PL      | 32.061  | 1,21%      |                    |                    |
| 45150  | Cezar Colares                  | PSDB    | 30.201  | 1,14%      | Belém              | Pará               |
| 15195  | Antônio Rocha                  | PMDB    | 29.846  | 1,12%      | Santarém           | Pará               |
| 45144  | Zeca Araújo                    | PSDB    | 28.784  | 1,08%      | Belém              | Pará               |
| 22333  | Alessandro Novelino            | PL      | 27.757  | 1,05%      | Belém              | Pará               |
| 65123  | Sandra Batista                 | PC do B | 26.491  | 1,00%      | Belém              | Pará               |
| 11110  | Zé Neto                        | PPB     | 26.134  | 0,98%      | Campina Grande     | Paraíba            |
| 45145  | Tetê Santos                    | PSDB    | 25.516  | 0,96%      | Porto Nacional     | Tocantins          |
| 12355  | Márcio Miranda                 | PDT     | 23.996  | 0,90%      | Pavão              | Minas Gerais       |
| 13103  | Valdir Ganzer                  | PT      | 23.622  | 0,89%      | Iraí               | Rio Grande do Sul  |
| 13500  | Airton Faleiro                 | PT      | 23.571  | 0,89%      | Tenente Portela    | Rio Grande do Sul  |
| 13611  | Regina Barata                  | PT      | 23.380  | 0,88%      | Belém              | Pará               |
| 41234  | Joaquim Passarinho             | PSD     | 23.248  | 0,88%      | Belém              | Pará               |
| 45147  | Elza Miranda                   | PSDB    | 23.203  | 0,87%      | Marabá             | Pará               |
| 14444  | Pio X                          | PTB     | 22.726  | 0,86%      | Igarapé Grande     | Maranhão           |
| 12345  | Luís Cunha                     | PDT     | 22.580  | 0,85%      | Augusto Corrêa     | Pará               |
| 15109  | Haroldo Martins                | PMDB    | 22.411  | 0,84%      | Cametá             | Pará               |
| 11115  | Cipriano Sabino de Oliveira Jr | PPB     | 22.309  | 0,84%      | Prainha            | Pará               |
| 14610  | Bosco Gabriel                  | PTB     | 21.542  | -0,81%     | Colatina           | Espírito Santo     |
| 22345  | José Megale                    | PL      | 21.146  | 0,80%      | Belém              | Pará               |
| 15108  | Anaice                         | PMDB    | 20.680  | 0,78%      |                    |                    |
| 14100  | Faisal Hussain                 | PTB     | 20.623  | 0,78%      | Agudos             | São Paulo          |
| 15111  | Durbiratan Barbosa Bira        | PMDB    | 20.561  | 0,77%      | Chaves             | Pará               |
| 15123  | Hélio Leite                    | PMDB    | 20.495  | 0,77%      | Castanhal          | Pará               |
| 15155  | Tourinho                       | PMDB    | 20.267  | 0,76%      |                    |                    |
| 14500  | Júnior Ferrari                 | PTB     | 19.145  | 0,72%      | Oriximiná          | Pará               |
| 13513  | Mario Cardoso                  | PT      | 18.852  | 0,71%      | Belém              | Pará               |
| 22123  | Dr. Soares                     | PL      | 18.687  | 0,70%      |                    |                    |
| 18888  | Dr. Eduardo Costa              | PST     | 16.727  | 0,63%      |                    |                    |
| 18189  | Suzana Lobão                   | PST     | 16.389  | 0,62%      |                    |                    |
| 41000  | Eulina Rabelo                  | PSD     | 15.595  | 0,59%      |                    |                    |
| 23150  | Denimar                        | PPS     | 10.710  | 0,40%      |                    |                    |
| 40611  | Pio Neto                       | PSB     | 10.116  | 0,38%      |                    |                    |
| 40122  | João de Deus                   | PSB     | 8.595   | 0,32%      |                    |                    |